# Підводні човни проєкту 658
| Підводні човни проєкту 658 (658М) | Підводні човни проєкту 658 (658М)                                                                         | Підводні човни проєкту 658 (658М)                                                                         |
| --------------------------------- | --- | --- |
|                                   | | |
|                                   | | |
|                                   | | |
| Під прапором                      | СРСР | СРСР |
| Спуск на воду                     | 1959—1962 рр (8 човнів)                                                                                   | 1959—1962 рр (8 човнів)                                                                                   |
| Виведений зі складу флоту         | 1987—1991 рр                                                                                              | 1987—1991 рр                                                                                              |
| Проєкт                            | | |
| Тип ПЧ                            | Підводний човен атомний з балістичними ракетами                                                           | Підводний човен атомний з балістичними ракетами                                                           |
| Розробник проєкту                 | ЦКБ МТ «Рубін»                                                                                            | ЦКБ МТ «Рубін»                                                                                            |
| Головний конструктор              | Ковалів С. М.                                                                                             | Ковалів С. М.                                                                                             |
| Класифікація НАТО                 | Hotel-I, II                                                                                               | Hotel-I, II                                                                                               |
| Основні характеристики            | | |
| Швидкість (надводна)              | 15 вузлів (29 км/год)                                                                                     | 15 вузлів (29 км/год)                                                                                     |
| Швидкість (підводна)              | 26 вузлів (50 км/год)                                                                                     | 26 вузлів (50 км/год)                                                                                     |
| Робоча глибина занурення          | 240 м | 240 м |
| Гранична глибина занурення        | 300 м | 300 м |
| Автономність плавання             | 50 діб | 50 діб |
| Екіпаж                            | 104—114 осіб                                                                                              | 104—114 осіб                                                                                              |
| Розміри                           | | |
| Довжина найбільша (по КВЛ)        | 114 м | 114 м |
| Ширина корпусу найб.              | 9,2 м | 9,2 м |
| Середня осадка (по КВЛ)           | 7,68 м | 7,68 м |
| Водотоннажність надводна          | 4039 т | 4039 т |
| Озброєння                         | | |
| Торпедно- мінне озброєння         | Носові ТА: 4 калібру 533-мм (торпед), 2 калібру 400-мм (6 торпед) Кормові ТА: 2 калібру 400-мм (6 торпед) | Носові ТА: 4 калібру 533-мм (торпед), 2 калібру 400-мм (6 торпед) Кормові ТА: 2 калібру 400-мм (6 торпед) |
| Ракетне озброєння                 | Комплекс Д-2 з трьома ракети Р-13 (проєкт 458). Комплекс Д-4 з трьома ракетами Р-21 (проєкт 658М)         | Комплекс Д-2 з трьома ракети Р-13 (проєкт 458). Комплекс Д-4 з трьома ракетами Р-21 (проєкт 658М)         |

Підводні човни проєкту 658 (658М) — тип експериментально-бойового підводного човна атомного з ракетами балістичними, атомних ракетних підводних крейсерів стратегічного призначення, озброєних трьома ракетами Р-13 (п. 658) або ракетним комплексом Д-4 з 3-ма балістичними ракетами Р-21 (п. 658М).

## Історія
25 серпня 1956 року була прийнята постанова уряду про розробку атомного підводного ракетоносця для ракет Р-11ФМ і Р-13 (від першої ракети пізніше відмовилися). За основу були взяті перші радянські атомні підводні човни проєкту 627. Основною відмінністю була врізка в корпус атомного торпедного човна відсіку дизельних човнів з ракетами балістичними   проєкту 629.

## Конструкція

### Корпус
Міцний корпус на більшій частині довжини човна мав циліндричну форму, котра на закінченнях переходила в конусоподібну. Відмінним був тільки четвертий (ракетний) відсік, виконаний у формі «вісімки», з розпірною горизонтальною платформою, котра ділила відсік на верхні я нижню частину.
Міцний корпус поділявся поперечними перегородками на 10 відсіків:
1. торпедний;
2. акумуляторний;
3. центральний пост;
4. ракетний;
5. дизельний;
6. реакторний;
7. турбінний;
8. електродвигунний;
9. допоміжних механізмів;
10. кормовий.

### Енергетичне обладнання
Два водо-водяних реактори ВМ-А розміщені один біля одного в діаметральній площині човна з парогенераторами і турбозубчатими агрегатами 60-Д. Система руху двовальна двогвинтова. Проєктом було передбачено також і два електродвигуна «підкрадання» ПГ-116 по 450 к.с.і два дизель-генератори ДГ-400 з дизелями М-820

### Озброєння
Тоннаж човна дозволяв нести тільки три ракети Р-13 і в один ряд. Запуск ракет був можливим тільки з надводного положення. Ракета Р-13 комплексу Д-2 мала масу 13745 кг, довжину 11,8 м, діаметр корпусу 1,3 м, розмах стабілізаторів 1,9 м, була оснащена ядерною головною частиною (ГЧ) потужністю 1 Мт і масою 1600 кг, дальність стрільби 600 км з відхиленням влучності до 4 км.
Паливо ТГ-02 (суміш ксилідіну і триетиламіну) було розміщене окремо від кожної ракети в спеціальних ємностях поза міцним корпусом і подавалося в ракету перед стартом. Окислювач АК-27І (розчин чотириокису азоту в концентрованій азотній кислоті). Пуск трьох ракет відбувався протягом 12 хвилин після спливання човна.
Потреба спливання для запуску ракет суттєво знижувала бойові можливості ракетоносця, тому при модернізації човнів за проєктом 658М були встановлені інші пускові установки СМ-87-1 для ракет Р-21 комплексу Д-4 з підводним стартом. Ракета Р-21 була рідкопаливна з стартовою масою 19,7 м, висота 14,2 м, діаметр корпусу 1,3 м. Вона могла переміщати бойовий блок масою 1200 кг на відстань 1400 км, з влучністю до 2,8 км. Пуск здійснювався з глибин 40-60 м при швидкості 2-4 вузли (4-8 км). Стрільба трьох ракет відбувалася за 10 хв.

## Представники
| Назва | Заводський номер | Закладений      | Спущений на воду | Прийнятий флотом  | Виведений з Флоту |
| ----- | ---------------- | --------------- | ---------------- | ----------------- | ----------------- |
| К-19  | 901              | 17 жовтня 1958  | 11 жовтня 1959   | 12 листопада 1960 | 19 квітня 1990    |
| К-33  | 902              | 9 лютого 1959   | 6 серпня 1960    | 24 грудня 1960    | 16 вересня 1987   |
| К-55  | 903              | 5 серпня 1959   | 18 серпня 1960   | 27 грудня 1960    | 14 березня 1989   |
| К-40  | 904              | 6 грудня 1959   | 18 вересня 1960  | 27 грудня 1960    | 12 жовтня 1986    |
| К-16  | 905              | 5 травня 1960   | 31 липня 1961    | 28 грудня 1962    | 14 березня 1989   |
| К-149 | 907              | 12 квітня 1961  | 20 липня 1962    | 27 жовтня 1962    | 24 червня 1991    |
| К-178 | 908              | 11 вересня 1961 | 1 квітня 1962    | 8 грудня 1962     | 19 квітня 1990    |